# خالد ناصر (لاعب كرة قدم سعودي)
خالد ناصر(ولد في 18 فبراير 1989-) لاعب كرة قدم سعودي و يلعب في مركز حارس مرمى.
كانت بداياته مع نادي الجندل و إنتقل إلى نادي الشعلة عام 2010 و انتقل إلى نادي الشرق في عام 2018 و انتقل إلى نادي الأنوار في عام 2019 و عاد إلى نادي الشرق في عام 2020 و لعب مع نادي الأسياح في عام 2023.

## روابط خارجية
- خالد ناصر على موقع قاعدة بيانات كرة القدم.إي يو (الإنجليزية)
- خالد ناصر على موقع كووورة